# سيلفر ليبيك
سيلفر ليبيك (بالإستونية: Silver Leppik)‏ مواليد 31 مارس 1983 في إستونيا، هو لاعب كرة سلة إستوني. بدأ مسيرته الاحترافية في سنة 2001. يلعب مع فريق راكفيره تارفاس كلاعب هجوم خلفي. يحمل الرقم 31. يبلغ طوله 6 قدم 1 بوصة (1.9 م). لعب مع نادي تارتو لكرة السلة وراكفيره تارفاس.

## الإنجازات
- 2002–03 كأس إستونيا
- 2004–05 كأس إستونيا
- 2006–07 الدوري الإستوني
- 2007–08 الدوري الإستوني
- 2009–10 كأس إستونيا
- 2009–10 الدوري الإستوني
- 2010–11 كأس إستونيا
- 2011–12 كأس إستونيا